# Tatiana Romanova
Tatiana Romanova é uma personagem criada por Ian Fleming, que aparece no livro e no filme de James Bond, Moscou contra 007 (From Russia With Love). No filme, ela é interpretada pela atriz italiana Daniela Bianchi.

## Características
Romanova é uma cabo do serviço de inteligência do Exército Soviético (no livro, da KGB), que é destacada para servir na embaixada soviética em Istambul, Turquia, como escrevente da seção de criptografia. Sua oficial comandante, Rosa Klebb, que além de integrar o exército é secretamente uma agente da SPECTRE, a induz, fazendo-a acreditar que presta um grande serviço ao país, a seduzir e matar o agente britânico 007. Na verdade,o plano é da organização terrorista, que pretende vingar a morte do Dr. Julius No, humilhando os serviços secretos ocidentais, especialmente o MI-6, ao matar um de seus melhores espiões.

## No filme
Na capital turca, Romanova faz contato com o agente turco chefe da estação do MI-6 no país, Ali Kerim Bey, dizendo que quer desertar da URSS, levando junto a nova decodificadora Lektor do serviço secreto soviético, desejada há anos pela CIA e pelo MI-6, mas apenas se puder entregá-la pessoalmente ao agente britânico James Bond, por quem teria se apaixonado através de uma foto no arquivo da inteligência soviética.
Em Londres, M e Bond acreditam estar diante de uma armadilha, mas o prêmio de conseguir a Lektor é bastante compensador para o risco, e 007 parte ao encontro de Kerim Bey em Istambul. Depois do contato com Kerim e com Romanova, a quem encontra, nua, em seu quarto de hotel, e tem as suas cenas de amor com ela filmadas através de um espelho por Klebb, que pretende com isso embaraçar o serviço secreto britânico - Bond e os aliados do agente turco explodem a embaixada soviética para encobrir a fuga de Romanova e os dois partem no Orient Express em direção a Trieste, na fronteira italiana.
Com seus passos sendo cuidadosamente antecipados e vigiados por Kronsteen, um mestre de xadrez tcheco e espião, que como Klebb também pertence à SPECTRE e planejou toda a armadilha contra Bond, ele e Romanova embarcam no trem transcontinental no qual Bond acaba tendo uma luta de vida ou morte com "Red" Grant, assassino da SPECTRE enviado por Kronsteen e Klebb pra matá-lo - e que antes já havia matado Kerim Bey -, mas que é morto por ele.
Romanova chega a Veneza com Bond e os dois se hospedam num hotel, na iminência de voarem para Londres, levando a Lektor. Enquanto Bond acerta os últimos preparativos da viagem no telefone do quarto, Rosa Klebb entra na suíte disfarçada de arrumadeira, para tentar matá-lo e recuperar a decodificadora, contando com o silêncio e a cumplicidade de Romanova sobre sua identidade, que 007 desconhece.
Depois de uma luta, na iminência de Klebb matá-lo com uma lâmina venenosa presa ao sapato, Romanova a mata com um tiro da pistola de Bond. Em sua última cena, ela é vista abraçada a 007 numa gôndola num dos canais de Veneza, enquanto o agente joga na água o filme feito por Klebb através do espelho em Istambul, que os comprometia.